# Boronia filifolia
Boronia filifolia är en vinruteväxtart som beskrevs av Ferdinand von Mueller. Boronia filifolia ingår i släktet Boronia och familjen vinruteväxter. Inga underarter finns listade i Catalogue of Life.